# Forró, Nam Hungary
Forró là một thị trấn thuộc hạt Borsod-Abaúj-Zemplén, Hungary. Thị trấn này có diện tích 19,03 km², dân số năm 2010 là 2472 người, mật độ 130 người/km².